# Identifizierungskommission
Die Identifizierungskommission (IDKO) des Bundeskriminalamtes (BKA) ist eine Kommission, die im Falle einer Katastrophe mit hoher Opferzahl in Deutschland oder einer Katastrophe mit deutschen Opfern im Ausland zusammentritt, um diese zu identifizieren. Ihr gehören nicht nur Polizeibeamte, sondern auch Rechtsmediziner, Zahnärzte sowie Psychologen, Seelsorger und Obduktionsassistenten an (insgesamt ca. 140 Mitarbeiter). Die 1972 gegründete  IDKO trägt die Bezeichnung Fachbereich KT 11 und gehört zur Abteilung Kriminaltechnisches Institut. Die IDKO ist die Zentralstelle der Kriminalpolizeien der Bundesrepublik Deutschland in Sachen Identifikation von Toten.

## Bisherige Einsätze
Quelle siehe folgende Fußnote
1. Flugzeugabsturz, Teneriffa, Spanien, 3. Dezember 1972[4]
2. Flugzeugabsturz am 20. November 1974 in Nairobi, Kenia (Lufthansa-Flug 540)
3. Flugzeugabsturz am 10. September 1976 in Zagreb, Jugoslawien
4. Flugzeugabsturz am 19. September 1976 in Isparta, Türkei
5. Rollbahn-Zusammenstoß (Runway incursion) zweier Verkehrsflugzeuge am 27. März 1977 auf Teneriffa (Flugzeugkatastrophe von Teneriffa)
6. Gasexplosion am 11. Juli 1978 auf dem Campingplatz Los Alfaques in südlich von Sant Carles de la Ràpita, Spanien
7. Hubschrauberabsturz am 11. September 1982 in Mannheim
8. Wohnhausbrand am 24. Mai 1986 in Bad Nauheim
9. Flugzeugabsturz am 15. Oktober 1987 in Como, Italien
10. Flugzeugabsturz am 2. Januar 1988 in Izmir, Türkei
11. Flugzeugabsturz am 8. Februar 1988 in Mülheim an der Ruhr
12. Flugtagunglück von Ramstein am 28. August 1988 in Ramstein
13. Flugzeugabsturz am 26. Mai 1991 Suphanburi, Thailand
14. Busunglück am 26. September 1992 Agárd, Ungarn
15. Flugzeugabsturz am 5. März 1993 Skopje, Mazedonien
16. Flugzeugabsturz am 3. Januar 1994 Irkutsk, GUS
17. Flugzeugabsturz am 6. Februar 1996 Puerto Plata, Dominikanische Republik
18. Attentat auf Touristenbus am 18. September 1997 in Kairo (Identifizierung in Frankfurt am Main)
19. ICE-Zugunglück am 3. Juni 1998 in Eschede
20. Flugzeugabsturz (Air-France-Flug 4590) einer Concorde am 25. Juli 2000 in Paris kurz nach dem Start
21. Terroranschläge am 11. September 2001 in New York[5]
22. Flugzeugzusammenstoß (Bashkirian-Airlines-Flug 2937) am 1. Juli 2002 über Überlingen am Bodensee
23. Flugzeugabsturz am 22. August 2002 in Nepal
24. Terroranschläge auf Bali am 12. Oktober 2002
25. Busunglück am 8. Mai 2003 in Siófok, Ungarn
26. Busunglück am 17. Mai 2003 in Lyon, Frankreich
27. Busunglück am 20. Dezember 2003 in Hensies, Belgien
28. Seebeben im Indischen Ozean 2004 am 26. Dezember 2004 in Südostasien[6]
29. Flugzeugunglück in Madrid am 20. August 2008
30. Flugzeugabsturz in Nepal am 8. Oktober 2008[7]
31. Busunglück in Hannover am 4. November 2008
32. Terroranschläge am 26. November 2008 in Mumbai, Indien
33. Flugzeugabsturz am 1. Juni 2009 in Brasilien
34. Ermordung deutscher Staatsangehöriger am 13. Juni 2009 in Sa'da, Jemen
35. Erdbeben am 12. Januar 2010 in Port-au-Prince, Haiti
36. Leichenfund am 14. März 2010 in Sanaa, Jemen
37. Zugunglück am 29. Januar 2011 in Hordorf
38. Havarie der Costa Concordia am 13. Januar 2012 vor Giglio, Italien
39. Anschläge auf das "Westgate Center" am 21. September 2013
40. Taifun auf den Philippinen am 8. November 2013[8]
41. Flugzeugunglück in Mali am 24. Juli 2014[9]
42. Abgeschossenes Flugzeug in der Ukraine, Malaysia-Airlines-Flug 17, Entsendung in die Niederlande[10]
43. Flugzeugunglück Germanwings-Flug 9525 am 24. März 2015
44. Erdbeben in Nepal 2015 im April und Mai 2015[11]
45. Terroranschlag in Istanbul, Türkei, 12. Januar 2016[4]
46. Terroranschlag in Berlin, Deutschland, 19. Dezember 2016[4]
47. Busunglück in Münchberg, Deutschland 3. Juli 2017[4]
48. Waldbrände, Athen, Griechenland, 23. Juli 2018[4]
49. Flugzeugabsturz, Addis Abeba, Äthiopien, 10. März 2019[4]
50. Reisebusunfall, Madeira, Portugal, 17. April 2019[4]
51. Anschlag, Hanau, 19. Februar 2020[4]
52. Flutkatastrophe, Ahrweiler, 14. Juli 2021[12]

## Auszeichnungen und Ehrungen
Für ihre Arbeit bei der Tsunamikatastrophe im Dezember 2004 in Südostasien wurde der IDKO als Vertreter der Hilfsorganisationen neben dem THW und dem DRK 2005 der Bambi in der Kategorie Engagement verliehen.